# Forges de Lanouée
Forges de Lanouée község Franciaországban, Morbihan megyében. Forges de Lanouée La Trinité-Porhoët, Bréhan, Pleugriffet, Guégon, Josselin, La Croix-Helléan, La Grée-Saint-Laurent, Saint-Malo-des-Trois-Fontaines, Mohon és Plumieux községekkel határos. Lakosainak száma 2190 fő (2022. január 1.).
2019. január 1-jén jött létre a korábbi Lanouée és Les Forges községek egyesülésével.

## Népesség
A település népességének változása:
| Lakosok száma | 2223 | 2194 | 2165 | 2148 | 2130 | 2190 |
|               | 2017 | 2018 | 2019 | 2020 | 2021 | 2022 |